# Districte de Nyabihu
El districte de Nyabihu és un akarere (districte) de la província de l'Oest, a Ruanda. La seva capital és Mukamira.

## Sectors
El districte de Nyabihu està dividit en 12 sectors (imirenge): Bigogwe, Jenda, Jomba, Kabatwa, Karago, Kintobo, Mukamira, Muringa, Rambura, Rugera, Rurembo i Shyira.